# Yoshinori Taguchi
Yoshinori Taguchi (jap. 田口 禎則 Taguchi Yoshinori; ur. 14 września 1965) – japoński piłkarz.

## Kariera klubowa
Od 1989 do 1998 roku występował w klubach Yokohama Flügels, Sanfrecce Hiroszima i Urawa Red Diamonds.

## Kariera reprezentacyjna
W 1988 roku został powołany do kadry na Puchar Azji.